# الفتكين
الفتكين أو أفتكين أو هفتكين هو أبو منصور التركي المعزي ت 368 هـ، كان غلاماً لمعز الدولة أحمد بن بويه وترقى في الخدمة حتى غلب على بغداد عند عز الدولة بختيار بن معز الدولة، ثم خرج من بغداد قاصداً الشام مع فرقة من جنده عدتها 300 فارس عقب انهزامه في معركة وقعت بين الأتراك والديلم، وأمده سعد الدولة أبو المعالي بن سيف الدولة الحمداني صاحب حلب بفرقة من العسكر، وعزم على دخول دمشق، فاضطر ظالم بن موهوب إلى الخروج إلى بعلبك لمصادمته ومنعه من التقدم. وفي هذه الأثناء شغل عسكر دمشق الفاطميون بلقاء البيزنطيين الذين قدموا إلى طرابلس، فتمكن أفتكين من دخول دمشق من غير حرب في شعبان سنة 364 هـ.»  على مسرح الأحداث في سنة 364، وأعاد الدعوة العباسية إلى دمشق، ولم يكتف أفتكين بذلك بل عزم على أن يبسط نفوذه على سهل البقاع ومدن الساحل، فزحف نحو بعلبك لمحاربة ظالم ابن موهوب، ونجح في إنزال الهزيمة به، وفر ظالم واختبأ عند الأمير تميم بن المنذر بن النعمان الأرسلاني، وكتب إلى المعز يخبره بجلية الأمر، فأمره المعز بالإقامة في صيدا.